# Dvärgflugsnappare
Dvärgflugsnappare (Ficedula hodgsoni) är en mycket liten asiatisk fågel i familjen flugsnappare inom ordningen tättingar. Den förekommer i täta och städsegröna bergsskogar i Himalaya och österut till Sumatra och Borneo i Indonesien. Tidigare ansågs den utgöra ett eget släkte på grund av sin storlek, men inkluderas numera bland övriga Ficedula-flugsnappare. Världsbeståndet tros vara livskraftigt.

## Utseende och läten
Dvärgflugsnapparen gör skäl för sitt namn genom att vara en mycket liten (9–9,5 cm) flugsnappare, med kort stjärt och liten näbb. Hanen är djupblå ovan med ljusare panna och rätt enhetligt rostorange under. Honan är varmbrun ovan, rostbeige under. Sången är svag, tunn och mycket ljus: "sii-su'u-siii" med darrande sista ton. Bland lätena hörs dämpade "tup" eller "tip".

## Utbredning och systematik
Dvärgflugsnappare delas in i två underarter med följande utbredning:
- Ficedula hodgsoni hodgsoni – förekommer i Himalaya i Nepal, nordöstra Indien, Bhutan, Myanmar och Thailand
- Ficedula hodgsoni sondaica – förekommer i bergstrakter i Thailand, Malaya, Sumatra samt Borneo

### Släktestillhörighet
Tidigare placerades den som ensam art i släktet Muscicapella. DNA-studier visar dock att arten är en del av Ficedula.

## Levnadssätt
Dvärgflugsnapparen häckar i täta, städsegröna bergsskogar, där den håller till medelhögt eller högt uppe i trädkronorna. Den knycker ofta på vingarna och reser stjärten. Fågelns föda är dåligt känd, men består av små ryggradslösa djur, framför allt flugor. Den häckar från mitten av mars till juli och bygger ett skålformat bo som placeras upp till sex meter ovan mark. Mycket få bofynd har dock gjorts. Arten är stannfågel och höjdledsflyttare.

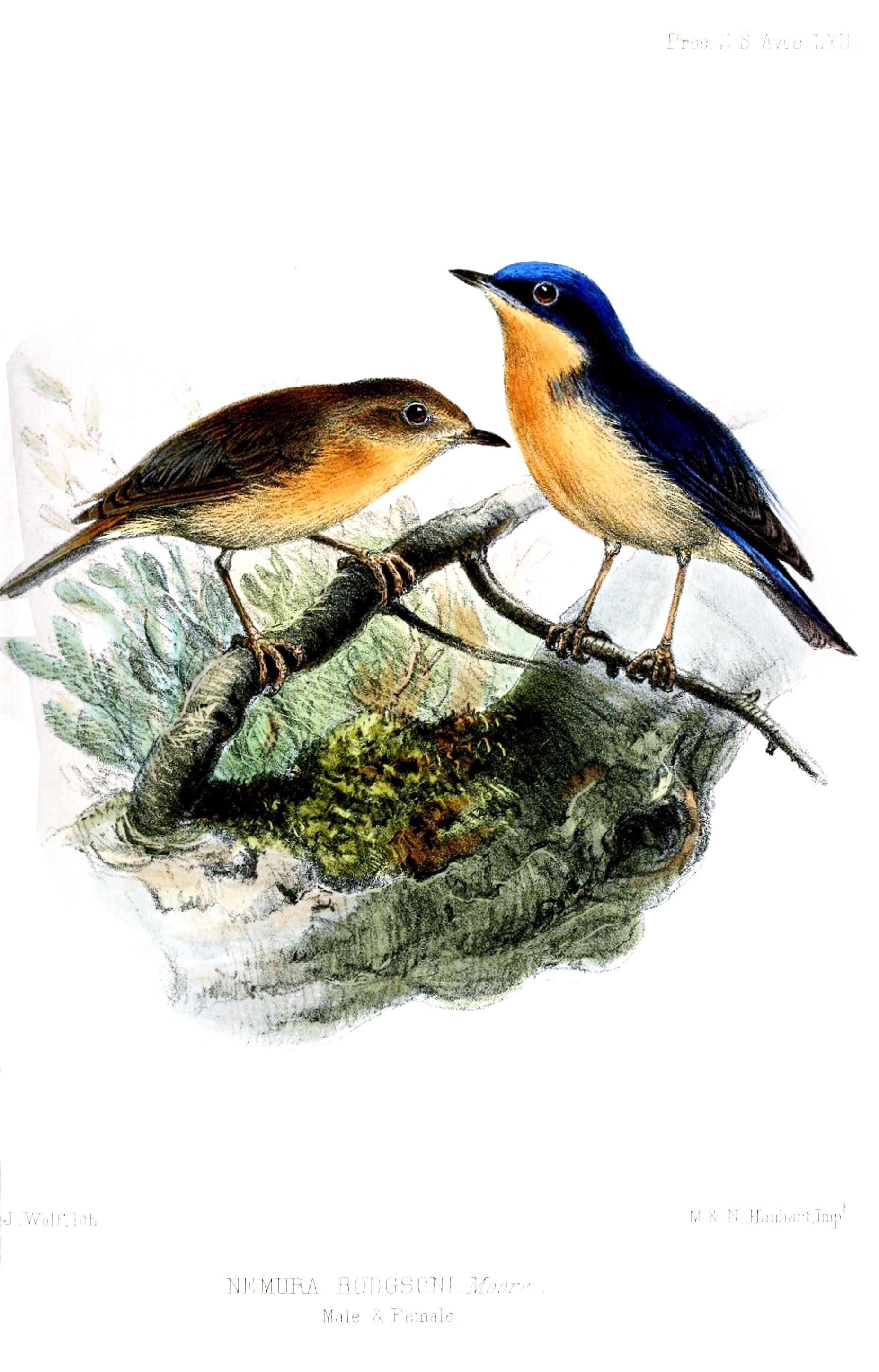

## Status och hot
Arten har ett stort utbredningsområde och en stor population med stabil utveckling och tros inte vara utsatt för något substantiellt hot. Utifrån dessa kriterier kategoriserar internationella naturvårdsunionen IUCN arten som livskraftig (LC). Världspopulationen har inte uppskattats men den beskrivs som generellt mindre vanlig, dock fåtalig i Nepal och sällsynt i nordvästra Thailand.

## Namn
Fågelns vetenskapliga artnamn hedrar Brian Houghton Hodgson (1800-1894), engelsk diplomat, etnolog och naturforskare boende i Nepal 1833-1844.